# Herré
Herré är en kommun i departementet Landes i regionen Nouvelle-Aquitaine i sydvästra Frankrike. Kommunen ligger i kantonen Gabarret som tillhör arrondissementet Mont-de-Marsan. År 2022 hade Herré 141 invånare.

## Befolkningsutveckling
Antalet invånare i kommunen Herré
Referens:INSEE